# Barão de Vila da Praia
Barão de Vila da Praia é um título nobiliárquico criado por D. João VI de Portugal, por Decreto de 29 de Setembro de 1823, em favor de Francisco de Borja Garção Stockler.
Titulares
1. Francisco de Borja Garção Stockler, primeiro e único Barão de Vila da Praia.